# Религия в Эритрее

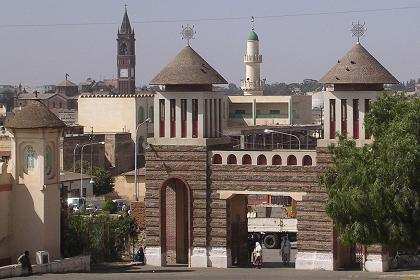
Православная церковь Энда Мариам, католический собор Святого Иосифа и мечеть Аль Хулифа Аль Рашидун (на переднем плане, на заднем плане слева и справа, соответственно) в столице Асмэра

Две преобладающие религии в Эритрее — это христианство и ислам. Точный процент представителей этих религий не установлен. Эритрея и соседствующая с ней Эфиопия были одними из первых христианских стран мира, официально принявших христианство в качестве государственной религии (IV век). Также Эритрея была территорий в Африке, через которую мусульмане переселялись в Эфиопию.

## Религии и конфессии
По конституции 1997 года в стране должна была быть гарантирована религиозная свобода. Однако в 2002 году правительство потребовало регистрации религиозных групп, и под предлогом регистрации объявило вне закона все религии, кроме четырёх основных — ислам, православие, лютеранство и католицизм. Многочисленные остальные группы, включая пятидесятников, Свидетелей Иеговы, ортодоксальных реформистов стали преследоваться. Согласно данным организации Свидетели Иеговы на декабрь 2024 года, в тюрьме находятся 68 Свидетеля. Некоторые из них уже около 20 лет. 
Количество представителей различных религий различается в разных источниках. По данным International Religious Freedom Report мусульмане составляют 50 % населения; христиане составляют 43 %. По данным статьи «Эритрея» в Мировой религиозной энциклопедии христиане составляют 64 % населения; мусульмане составляют 37 %. По данным Pew Research Center христиан 62,9 %; мусульман 36,5 %. Около 2 % населения Эритреи исповедуют традиционные религии. Процент атеистов очень низок.
| Регион           | Население | Христиане | Мусульмане | Прочие |
| ---------------- | --------- | --------- | ---------- | ------ |
| Маэкель          | 1,053,254 | 79 %      | 20 %       | 1 %    |
| Дэбуб            | 1,476,765 | 70 %      | 29 %       | <1 %   |
| Гаш-Барка        | 1,103,742 | 5 %       | 94 %       | 1 %    |
| Ансэба           | 893,587   | 20 %      | 80 %       | <1 %   |
| Сэмиэн-Кэй-Бахри | 897,454   | 5 %       | 95 %       | <1 %   |
| Дэбуб-Кэй-Бахри  | 398,073   | 0 %       | 99 %       | <1 %   |

## Христианство

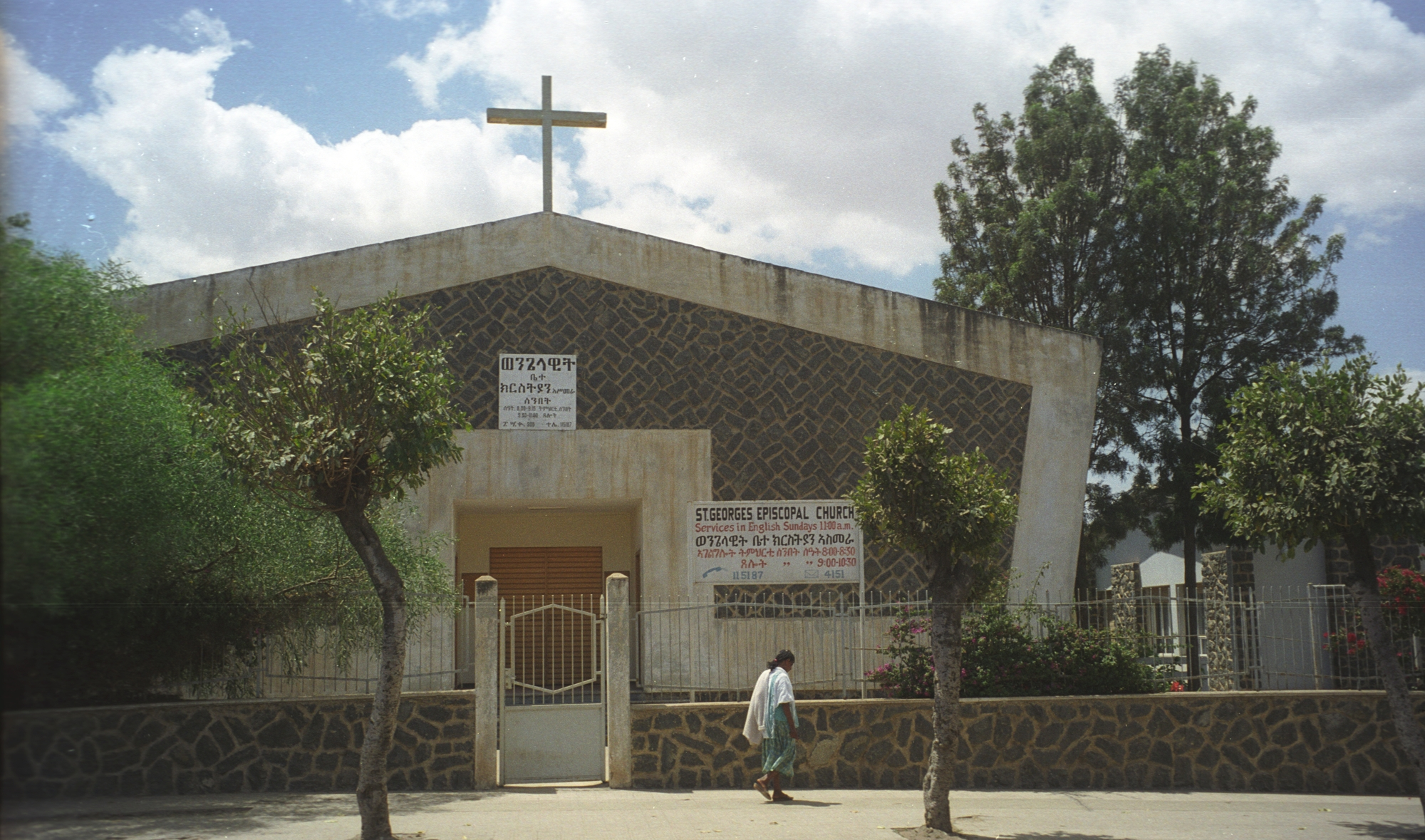
Епископальная церковь Святого Георгия в Асмэре

Около 30 % населения Эритреи — исповедают православие; 13 % — католицизм; менее 1 % — протестанты.
Большинство христиан проживают в горной части страны: на юге, в центральной части и на севере. Мусульмане проживают в восточной части страны и по берегу моря. Более 95 % тиграев, составляющих около половины населения, являются христианами.

### Эритрейская православная церковь
Эритрейская православная церковь — одна из древневосточных церквей. Ранее она была частью Эфиопской православной церкви, её автокефалия была неохотно признана Эфиопским Патриархатом после обретения Эритреей независимости в 1993 году. Первым Патриархом Эритреи был Абуна Филипп, которого сменил Абуна Якоб. В 2005 году патриархом стал Абуна Антоний. В августе 2005 года, в результате конфликта ЭПЦ с государством, роль Патриарха Эритрейской православной церкви, Абуны Антония стала чисто церемониальной, а управление церковными делами перешло к назначенному государством мирянину, Йофтахе Диметросу. В 2007 году патриархом стал Абуна Диоскор Однако многие православные полагают, что Абуна Антоний был свергнут незаконно, и продолжают считать его патриархом.

### Эритрейская католическая церковь
Число приверженцев Эритрейской католической церкви составляет около 150 тысяч.

## Ислам

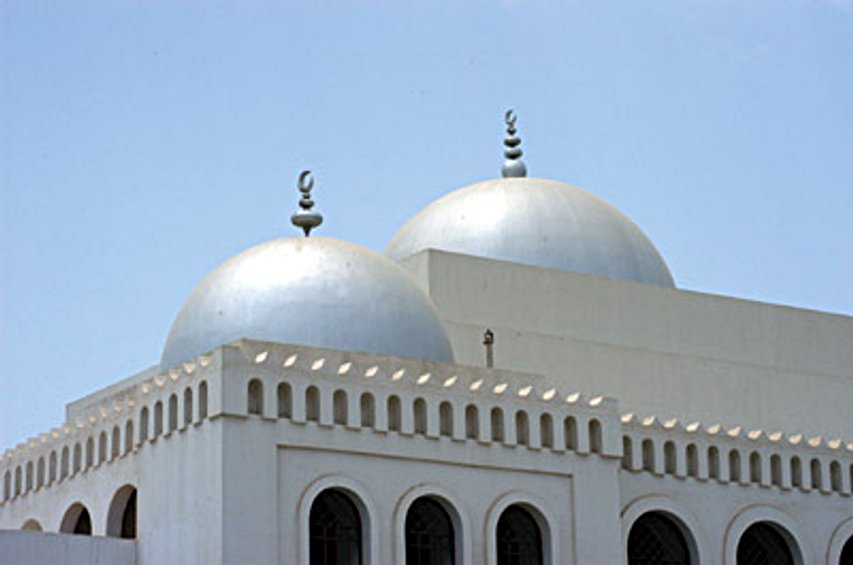
Мечеть Шейха Ханафи, Массауа

Большинство мусульман — сунниты (50 %). Мусульмане живут в восточной части страны, по берегу моря и на низменности в западной части страны.

## Иудаизм
Правительство страны рассматривает иудаизм как незаконную религию.
В 30-е и 40-е года еврейская община Эритреи увеличилась за счёт беженцев, стремившихся избежать антисемитских преследований в некоторых странах Европы. С началом войны евреи стали уезжать из страны.